# DVD 포럼
DVD 포럼(DVD Forum)은 DVD 규격의 보급촉진이나 새로운 규격의 책정을 주요한 목적으로 하는 조직이다.
고화질의 영상을 기록할 수 있는 차세대 광디스크로 소니와 필립스가 멀티미디어 콤팩트 디스크(MultiMedia Compact Disc, MMCD)를, 도시바, 파나소닉 이외의 대형 가전메이커가 SD(Super Density Disc)를 각각 개발하면서 제품화를 목표로 하였지만, 규격분립을 피하기 위해 양쪽 진영이 양보를 함으로써 1995년에 DVD 컨소시엄(consortium)이 발족하여 양쪽 규격을 융합한 형태로 현재의 DVD 규격을 책정하게 되었다. 1997년보다는 유연한 조직으로 DVD 포럼이 개편되었지만 멀티미디어 콤팩트 디스크를 고안한 소니와 필립스가 DVD-RAM에 반발하면서 DVD+RW 얼라이언스라는 그룹을 만들었다.
차세대 DVD로 일컬어지는 HD-DVD도 DVD 포럼을 통해서 제정되었지만, 블루레이 디스크(Blu-ray Disc) 진영에서는 DVD가 아니라고 주장하며 독자적으로 개발을 진행하고 있다.

## 설립 멤버
"DVD 포럼"이라는 조직은 10개의 회사가 설립하였다.
- 히타치 제작소
- 파나소닉
- 미쓰비시
- 파이오니아
- 필립스
- 소니
- 톰슨 SA
- 타임 워너
- 도시바
- 빅터